# Xavio Timtchou Talla
Xavio Timtchou Talla né le 25 janvier 1982 est un athléte camerounais. Il est médaillé d'or au championnat LBFA en 2013.

## Biographie
Xavio Timtchou Talla est né le 25 janvier 1982 au Cameroun. Il est spécialisé dans la discipline du disque où il est médaillé d' or au championnat LBFA en 2013.

## Carrière
Xavio Timtchou Talla fait partie des quatorze athlètes du CABW ayant confirmé leurs formes en remportant des médailles en or en 2013. Par sa part il est médaillé d'or dans la discipline de disque au championnat LBFA. Il participe aux meeting nationaux interclubs de Bertoua au Cameroun en 2006. Il est boursier de cours et de stage internationaux organisés par la commission Universitaire pour le développement. Il fait également partie des résultats du  23ème Memorial Rasschaert Résultats de 27 juillet 2013.